# اچ‌ام‌اس فاکس (۱۷۸۰)
اچ‌ام‌اس فاکس (۱۷۸۰) (به انگلیسی: HMS Fox (1780)) یک کشتی بود که طول آن ۱۲۶ فوت ۲ ۱⁄۴ اینچ (۳۸٫۴۶۲ متر) بود. این کشتی در سال ۱۷۸۰ ساخته شد.